# Быстрый выход
«Быстрый выход» (англ. Exit Speed) — фильм 2008 года режиссёра Скотта Зиля с Десмондом Харрингтоном и Леа Томпсон в главных ролях.

## Сюжет
В канун Рождества десять путешественников садятся на автобус, идущий через Техас. Они незнакомы друг с другом, и абсолютно разные по жизненному опыту и социальному положению: девушка-дезертир, бежавшая от военной полиции; демобилизованный солдат; уволенный с работы тренер; молодой парнишка-хиппи; мать-одиночка и так далее. В далёкой техасской глуши их автобус случайно насмерть сбивает байкера —- амфетаминового наркомана. Остальные члены байкерской банды начинают преследовать автобус. Сбитым с трассы пассажирам автобуса приходится занять оборону на заброшенной автосвалке. Они используют самодельное оружие и овечьи внутренности для того, чтобы защитить себя от байкеров-убийц. Но, когда число пассажиров начинает сокращаться, они понимают, что их жизнь зависит от того, смогут ли они собрать силы, чтобы спасти самих себя.

## В ролях
- Десмонд Харрингтон — Сэм Каттер
- Леа Томпсон — Мади МакКинн
- Джули Монд — Меридит Коул
- Элис Гришин — Аннабель Дрейк
- Фред Уорд — сержант Арчи Спаркс
- Грегори Джабра — Джерри Ярбро
- Дэвид Рис Снелл — Дэнни Ганн

## Награды и номинации
Фильм номинирован на Golden Reel Awards (Звукорежиссура) в 2010 году.